# Sergueï Volkov (joueur d'échecs)
Pour les articles homonymes, voir Sergueï Volkov et Volkov.
Sergueï Viktorovitch Volkov (russe : Сергей Волков), né le 7 février 1974 à Saransk, est un grand maître russe du jeu d'échecs. Champion de Russie en 2000, il a remporté trois fois le mémorial Tchigorine de saint-Pétersbourg (en 1998, 1999 et 2009)

## Carrière
Volkov fait partie des 50 meilleurs joueurs du monde et a eu de nombreux succès en tournoi, notamment une victoire au championnat de Russie en 2000 à Samara. Il est 2e ex æquo au championnat d'Europe individuel à Batoumi (3e au départage, derrière Bartlomiej Macieja et Mikhaïl Gourevitch) et il partage la première place à la Coupe Rilton en 2005 (avec Ievgueni Gleizerov and Emanuel Berg).
Par équipe, il a représenté la Russie au cours de tournois majeurs. À l'olympiade d'échecs de 1998, alors qu'il est encore maître international et qu'il défend la seconde équipe de Russie, il contribue à sa 8e place. Au championnat d'Europe par équipe de 1999, il défend le deuxième échiquier de l'équipe première mais le succès n'est pas au rendez-vous.
Pour son club Mikhaïl Tchigorine de Saint-Pétersbourg il contribue à la 2e place à la Coupe d'Europe des clubs obtenue à Neum en 2000. Il y remporte une médaille d'argent individuelle et réalise une performance Elo de 2 743. Il participe également au championnat de France des clubs d'échecs.
Volkov devient grand maître en 1998.